# Новопетрівка (зупинний пункт)
Новопетрі́вка — зупинний пункт Херсонської дирекції Одеської залізниці на лінії Снігурівка — Миколаїв між станціями Снігурівка (15 км) та Засілля (14 км).
Розташований за 4 км на захід від однойменного села Снігурівського району Миколаївської області. Зупиняються лише приміські поїзди.
Новопетрівку було відкрито 1972 року як роз'їзд. У 2015 році переведений у категорію зупинних пунктів.